# Hernando Díaz
Hernando Díaz de Pastrana (Toledo, ? - d. de 1570) fue un hebraísta español del tercio central del siglo XVI.

## Biografía
Poco se sabe de él. Quizá de origen judeoconverso, era un presbítero natural de Toledo y alcanzó el grado de doctor. Según Nicolás Antonio escribió una Grammaticam Chaldaicam, esto es, una gramática del arameo bíblico o caldeo. Tuvo un internado de estudiantes en la Universidad de Alcalá de Henares a mediados del siglo XVI del que al parecer era el dómine y se lo cita entre los profesores de lenguas de la misma ciudad. Por una carta de su discípulo Luis de Estrada a Felipe II, Pellicer afirma que Benito Arias Montano estudió lenguas orientales con él; en efecto, el gran filólogo le dedicó un simpático epigrama. Y en agosto de 1570, ya achacoso, se lo cita trabajando durante cinco meses en las numerosas variantes al texto caldeo para incluirlas en el Apparatus del tomo VIII la Biblia políglota o regia que Arias Montano estaba editando en Amberes. Debió morir poco después.

## Obras
- Grammaticam Chaldaicam